# Jørgen Adolph Grevenkop-Castenskiold
Jørgen Adolph Grevenkop-Castenskiold (30. april 1868 på Lille Frederikslund – 8. december 1941 sammesteds) var en dansk godsejer, der var far til Erik Wilhelm Grevenkop-Castenskiold.
Han var søn af kammerherre Helmuth Grevenkop-Castenskiold. 1913 arvede han Store og Lille Frederikslund i Sorø Amt. Han blev kammerjunker og hofjægermester.
Han blev gift 3. september 1908 i Paris med Olga Magnus (24. oktober 1883 - 4. april 1978), datter af Croomard Magnus og Caroline Christine Gran.
Han er opført i Bovrup-Kartoteket og var således medlem af Danmarks Nationalsocialistiske Arbejderparti.